# Rééducation périnéale

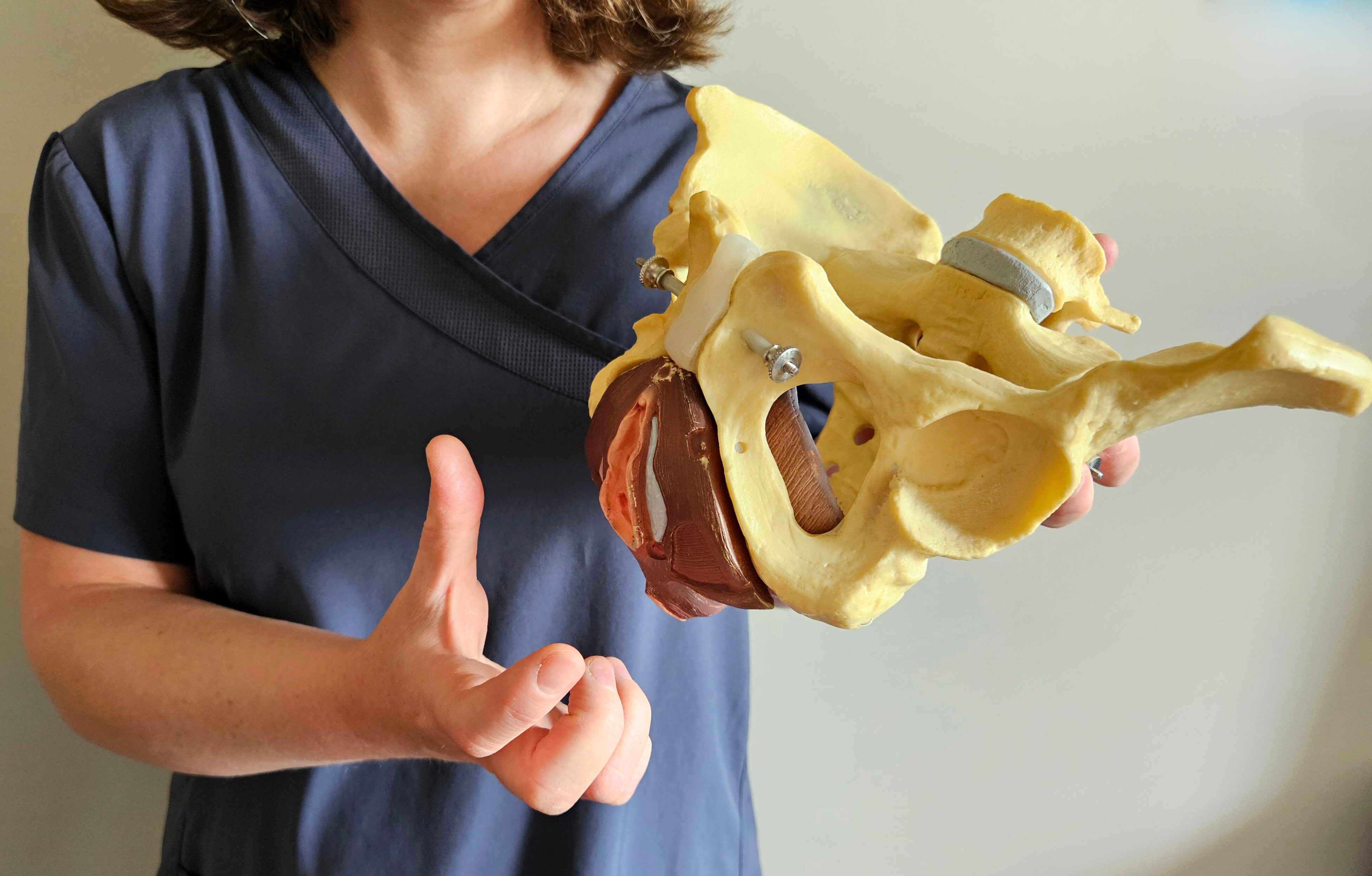
Professionnelle de la santé expliquant l'anatomie et la fonction pelvi-périnéale.

La rééducation périnéale, aussi appelée physiothérapie ou kinésithérapie pelvi-périnéale ou encore réadaptation du plancher pelvien, est la rééducation des muscles du périnée ou du plancher pelvien pour traiter les différentes dysfonction pelvi-périnéales, telles que l'incontinence urinaire ou fécale, ou les douleurs sexuelles.
Généralement pratiquée par les physiothérapeutes ou masso-kinésithérapeutes ayant reçu une formation spécialisée,, la rééducation périnéale peut également être offerte par plusieurs autres professionnels de la santé, notamment les sages-femmes ou les infirmières ayant reçu une formation spécialisée,. Elle vise la promotion de la santé pelvi-périnéale, ainsi que la prévention et le traitement des troubles pelvi-périnéaux. Les troubles pelvi-périnéaux impliquent généralement une activité ou une fonction anormale de la musculature du plancher pelvien.

## Histoire

### Québec
Au Québec, un comité-conseil en rééducation périnéale était déjà actif à l’Ordre professionnel de la physiothérapie du Québec (OPPQ) dès 1998. En 2000, l’Ordre professionnel de la physiothérapie du Québec a publié le document Conduites physiothérapiques pour la pratique de la rééducation périnéale et pelvienne pour encadrer sa pratique. Le code des professions du Québec inclut depuis 2002 des activités réservées qui permet officiellement aux physiothérapeutes de poser des gestes pour évaluer le plancher pelvien. La rééducation périnéale est de plus en plus répandue au Québec. En 2023, on comptait près de 600 physiothérapeutes qui œuvraient dans ce domaine selon l’Ordre professionnel de la physiothérapie du Québec. La majeure partie de ce service de physiothérapie est offerte en milieu privé, mais de plus en plus de physiothérapeutes en pratique publique offrent ce service,.

### France
En France, la rééducation périnéale fait partie de la pratique des masso-kinésithérapeutes depuis 1985. Elle figure officiellement dans le code de déontologie qui encadre la pratique des masso-kinésithérapeutes,. En 2024, l'annuaire de l'association française de rééducation en pelvi-périnéologie (AFRePP) comptait plus de 480 membres officiels. Les sages-femmes peuvent assurer certains actes lorsque la rééducation périnéale s’inscrit dans le cas de troubles consécutifs à un accouchement.

## Le plancher pelvien
Le plancher pelvien regroupe l’ensemble des tissus musculaires et conjonctifs, incluant notamment les ligaments et fascias pelviens, qui referment le bas du bassin et assurent le soutien des organes.

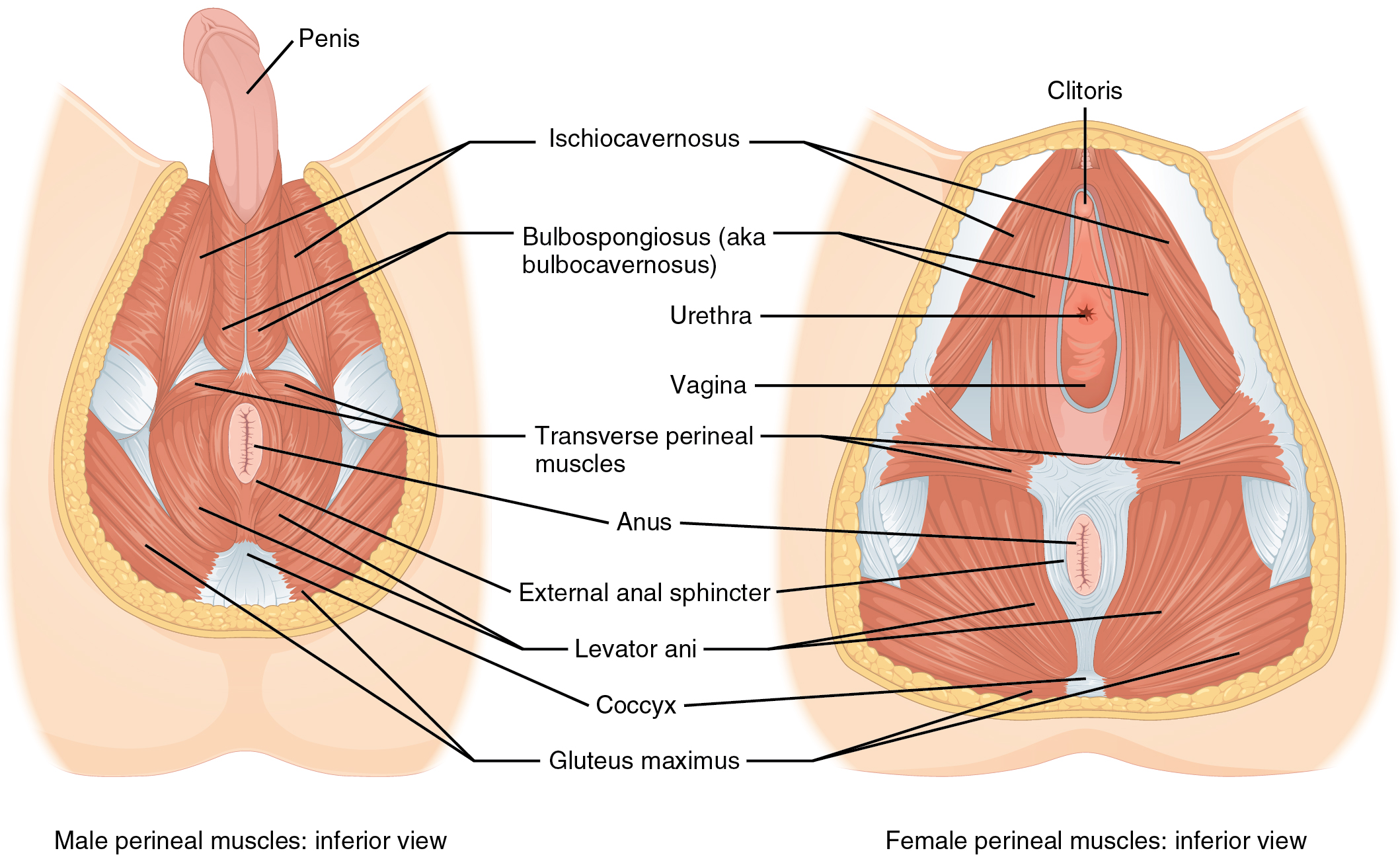
Muscles du plancher pelvien.

Les muscles du plancher pelvien s’étendent comme un hamac entre le pubis et le coccyx et sont innervés principalement par le nerf pudendal, aussi appelé nerf honteux. On distingue trois couches musculaires distinctes au plancher pelvien: 
- La couche superficielle regroupe le périnée urogénital: elle comprend les muscles bulbospongieux, ischiocaverneux et le transverse superficiel, ainsi que le périnée anal, qui comprend le sphincter anal externe.
- La couche intermédiaire, ou le diaphragme urogénital: elle comprend le sphincter de l’urètre et le muscle transverse profond.
- La couche profonde, ou le diaphragme pelvien: elle comprend le muscle coccygien et les releveurs de l’anus, composés du pubovaginal, du puborectal, du pubococcygien et de l’iliococcygien[19].

Les muscles du plancher pelvien participent à la continence urinaire et anale, contribuent au soutien des organes pelviens et jouent un rôle crucial dans la fonction sexuelle.

## Populations ciblées par la rééducation périnéale

### Incontinence urinaire
L’incontinence urinaire, qui se définit comme toute fuite involontaire d’urine, touche 20 à 60% des femmes et 5 à 34% des hommes selon les études,,. Les principaux types d’incontinence urinaire traités en rééducation périnéale et pelvienne sont l’incontinence urinaire d’effort, l’incontinence urinaire d’urgenturie et l’incontinence urinaire mixte.

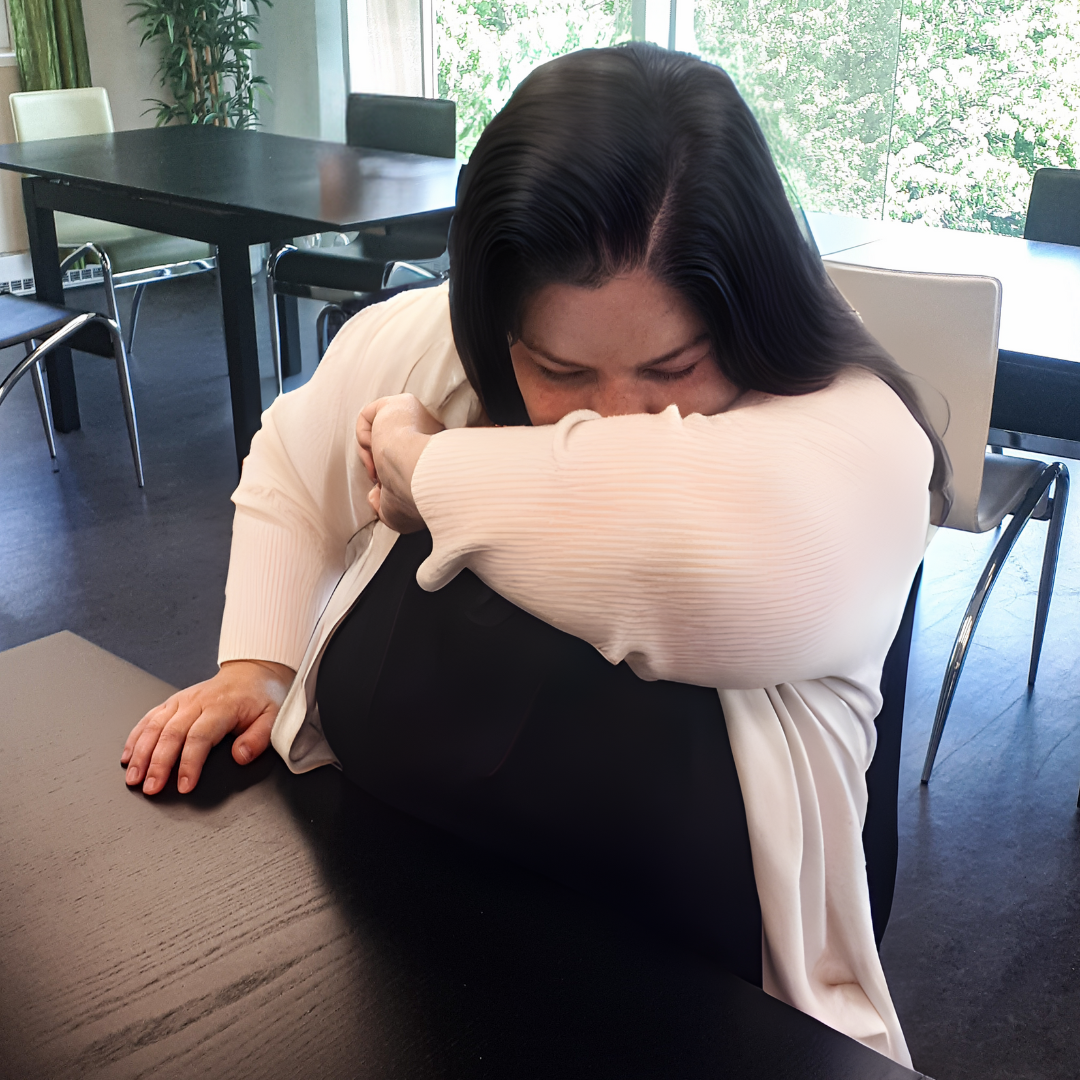
Avec l’incontinence urinaire d’effort, les fuites surviennent notamment en toussant ou en éternuant.

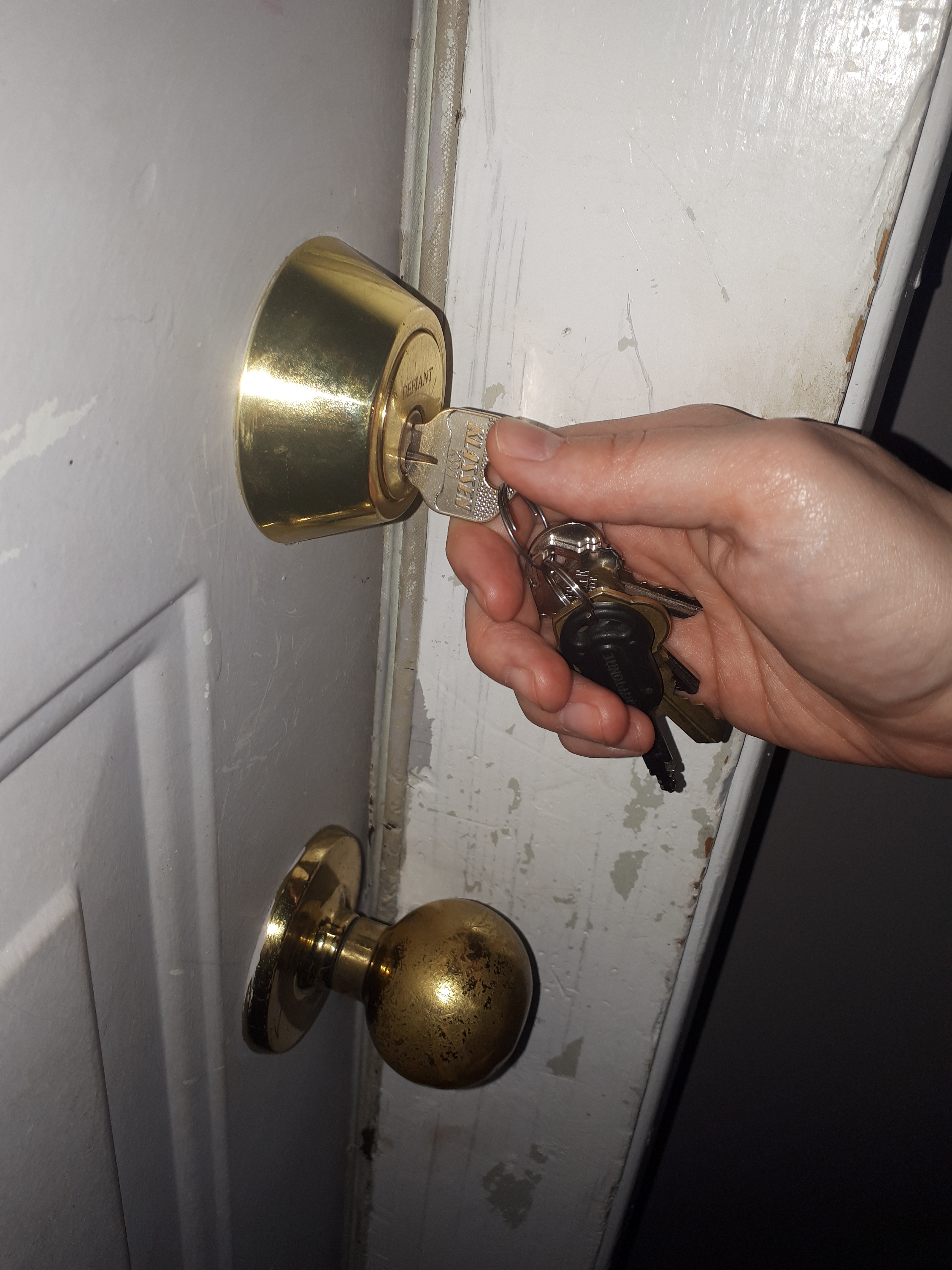
Avec l'incontinence urinaire d'urgenturie, les fuites surviennent notamment au moment de rentrer chez soi.

L’incontinence urinaire d’effort est définie comme une perte involontaire des urines survenant lors d’une augmentation de pression intra-abdominale. Cet incident survient, par exemple, en toussant, en éternuant, en soulevant une charge ou en sautant. Les physiothérapeutes avec une formation avancée en rééducation périnéale et pelvienne peuvent aider les femmes qui présentent de l’incontinence urinaire d’effort. Le traitement consistera principalement à renforcer les muscles du plancher pelvien afin qu’ils puissent mieux occlure l’urètre lors d’augmentation de pression intra-abdominale mais également afin d’améliorer leur tonus musculaire, ce qui assurera un meilleur soutien de l’urètre et de la vessie lors de l’effort,. Le traitement par renforcement des muscles du plancher pelvien a été validé dans la littérature scientifique et les femmes qui en bénéficient ont ainsi huit fois plus de chances d’améliorer ou de guérir leurs symptômes.
L’incontinence urinaire d’urgenturie, quant à elle, est définie comme une perte involontaire des urines associée à un besoin urgent d’uriner. Les personnes qui en souffrent ressentent des envies pressantes, par exemple en rentrant à la maison au moment d'ouvrir la porte de leur domicile, en entendant de l'eau couler, ou encore en mettant les mains sous de l’eau froide, qui pourraient même mener à une fuite urinaire. Ces envies pressantes sont parfois appelées syndrome du paillasson ou syndrome clé dans la porte, en référence aux événements spécifiques qui déclenchent le désir impérieux d'uriner chez les personnes concernées. Les physiothérapeutes avec une formation avancée en rééducation périnéale et pelvienne peuvent aider les personnes qui présentent de l’incontinence urinaire d’urgenturie. Comme pour le traitement de l’incontinence urinaire d’effort, le traitement recommandé de l’incontinence urinaire d’urgenturie consiste en un renforcement des muscles du plancher pelvien. Néanmoins, celui-ci s’accompagne également d’une rééducation de la vessie pour contrôler les contractions involontaires du détrusor, le muscle de la vessie qui entraîne sa vidange, qui ont lieu avec l’hyperactivité vésicale, et qui causent les envies pressantes.
L’incontinence urinaire mixte se définit comme la combinaison à la fois de l’incontinence urinaire d’effort et de celle d’urgenturie chez une même personne. Elle se traite donc en tenant compte des deux symptomatologies.

### Incontinence fécale et de gaz

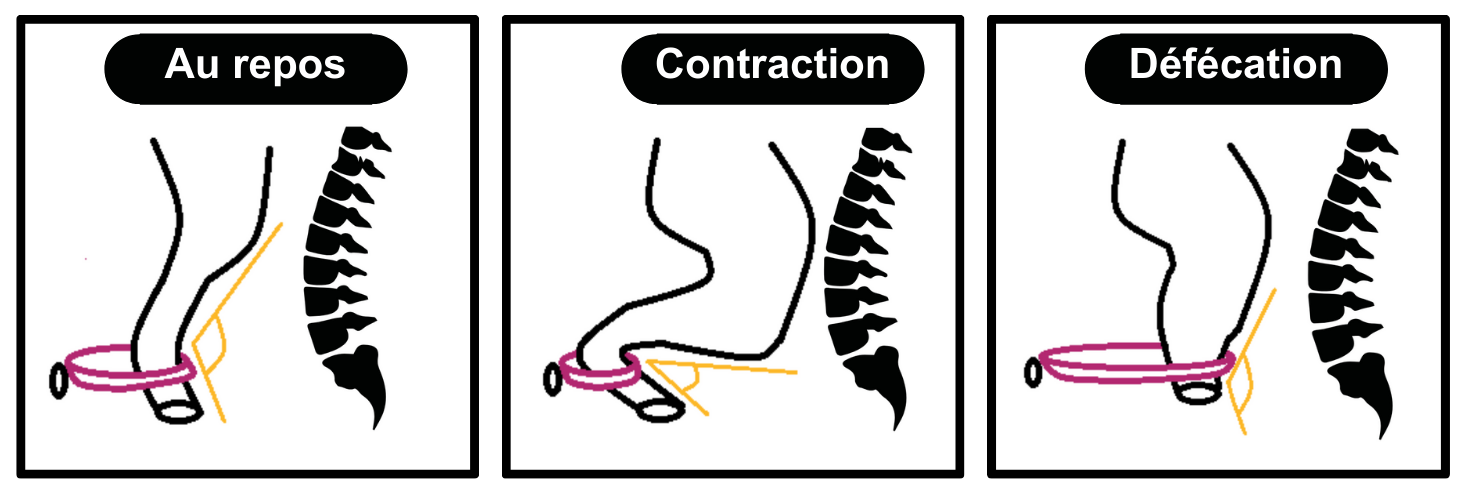
Visualisation de l'angle entre le canal anal et le rectum: au repos, à la contraction et lors de l'évacuation des selles.

L’incontinence fécale et de gaz, ou incontinence anale, se définit par une perte involontaire des matières fécales ou des gaz. Elle touche jusqu’à 13,2% des femmes et des hommes, soit plus d’une personne sur huit.
Cette problématique peut être en lien avec une faiblesse des muscles du plancher pelvien ainsi que des sphincters anaux. Les physiothérapeutes avec une formation avancée en rééducation périnéale et pelvienne peuvent aider les personnes qui présentent de l’incontinence fécale et de gaz. En plus des possibles modifications aux habitudes alimentaires pour favoriser une évacuation des selles adéquate, le renforcement des sphincters anaux permettra d’augmenter le tonus et la force de fermeture de l’anus tandis que le renforcement plus global des muscles pelviens permettra de refermer l’angle entre l’anus et le rectum, ce qui aidera à la continence fécale et de gaz. Pour indication, l'angle anorectal se situe généralement entre 70 et 100 degrés,,,, à la contraction. Au repos, l'angle anorectal se situe généralement entre 90 et 120 degrés,,,,. Pour permettre le passage des selles, l'angle s'ouvre davantage et oscille généralement entre 115 et 140 degrés au moment de l'évacuation,,,. Un angle supérieur à 130 degrés au repos pourrait mener à de l'incontinence fécale et indiquer une origine musculaire au problème. Ainsi, même s’il y a moins de données probantes que pour l’incontinence urinaire, la rééducation du plancher pelvien est recommandée par les guides de pratiques cliniques internationaux afin de traiter l’incontinence fécale et de gaz.
Une rééducation avec un ballonnet peut également être entreprise dans un second temps pour les personnes ayant une hypersensibilité rectale.

### Descentes d'organes pelviens
Les prolapsus des organes pelviens, parfois désignés selon l’abréviation POP, consistent en une perte de support d’un organe pelvien (la vessie, l’utérus ou le rectum) entraînant sa descente à l’intérieur du vagin. Différentes études recensent que les prolapsus des organes pelviens toucheraient jusqu’à une femme sur dix,. Les prolapsus des organes pelviens entraînent fréquemment les symptômes suivants : des lourdeurs et des douleurs au niveau vaginal, des pressions dans la région lombaire, une sensation de présence au niveau vaginal ainsi qu’une impression d’évacuation incomplète à la suite d'une miction ou une défécation.

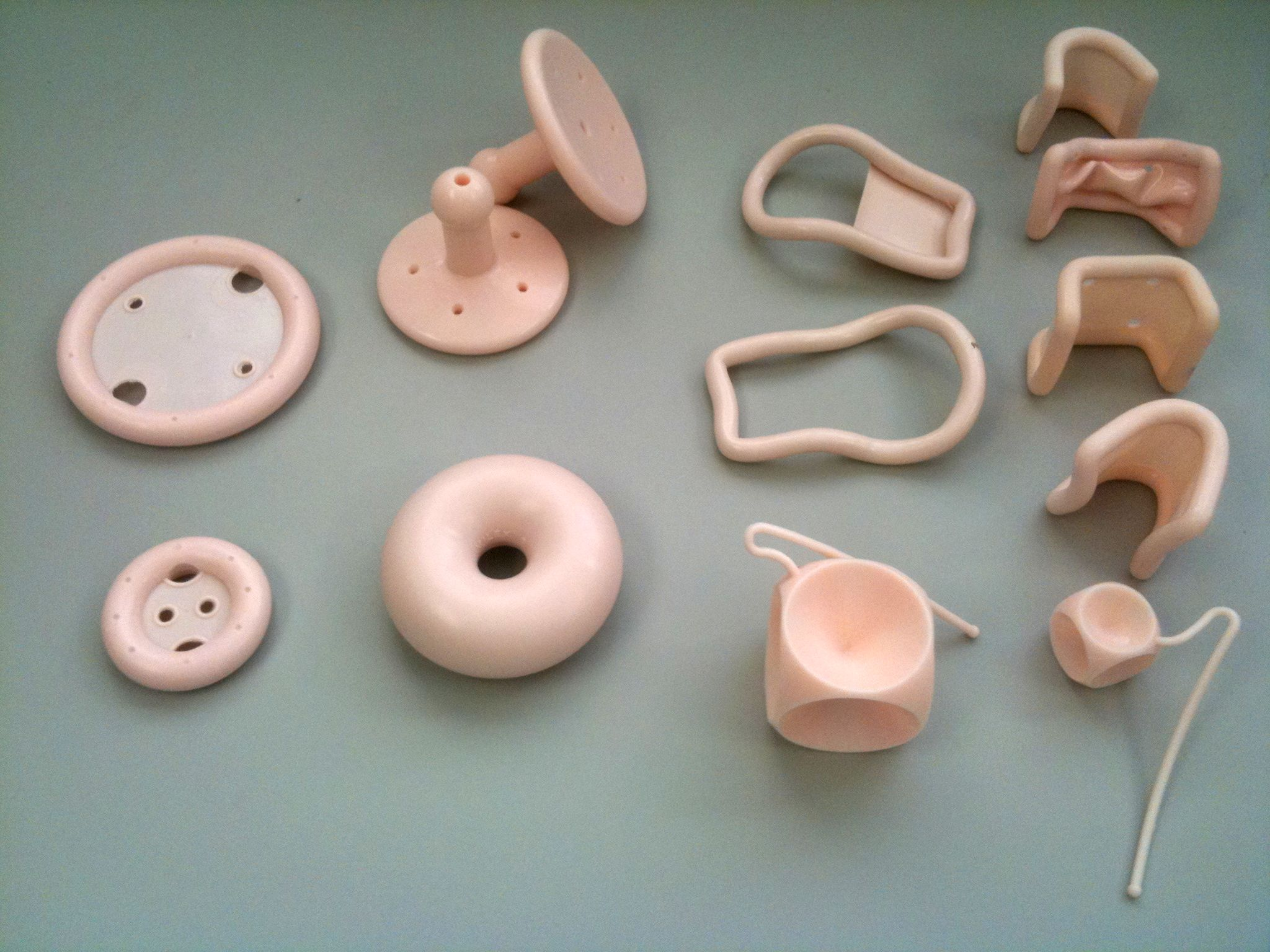
Divers modèles de pessaires.

Les physiothérapeutes avec une formation avancée en rééducation périnéale et pelvienne peuvent aider les femmes qui présentent des prolapsus des organes pelviens. Leur traitement dépend de leur sévérité. Le renforcement des muscles du plancher pelvien peut être envisagé dans les premiers stades, lorsque la descente est moins importante, afin d’améliorer le soutien des organes et ainsi prévenir la progression de la descente, réduire la fréquence et la sévérité des symptômes, éviter ou retarder une chirurgie et même, dans certains cas, réduire le stade du prolapsus. Les physiothérapeutes formées en rééducation périnéale et pelvienne peuvent également encadrer, en collaboration avec un médecin, l’utilisation d’un pessaire qui est une petite prothèse vaginale aidant à soutenir les organes. Finalement, la chirurgie est envisagée en dernier recours. Des exercices pré et postopératoires des muscles du plancher pelvien pourraient alors soutenir la réussite à long terme de cette intervention.
Ainsi, la rééducation des muscles du plancher pelvien est recommandée par les guides de pratiques cliniques internationaux comme traitement de première intention afin de prévenir et de traiter les prolapsus des organes pelviens.

### Douleurs et dysfonctions sexuelles

#### Douleurs vulvovaginales
Les douleurs vulvo-vaginales sont des douleurs ressenties dans la région de la vulve, du vagin et du clitoris. Celles-ci touchent jusqu’à 28% des femmes de tout âge. Les causes précises de ces douleurs sont encore imprécises mais peuvent inclure des problèmes musculosquelettiques, une lésion ou déchirure à l’accouchement, des névralgies, des réactions allergiques, des infections vaginales répétées, ou la prise de médication. Les muscles du plancher pelviens peuvent être également en cause en se contractant involontairement (spasme musculaire) lorsqu’il y a une douleur ressentie dans cette région, ce qui empêche ou rend douloureux toute pénétration vaginale,,.

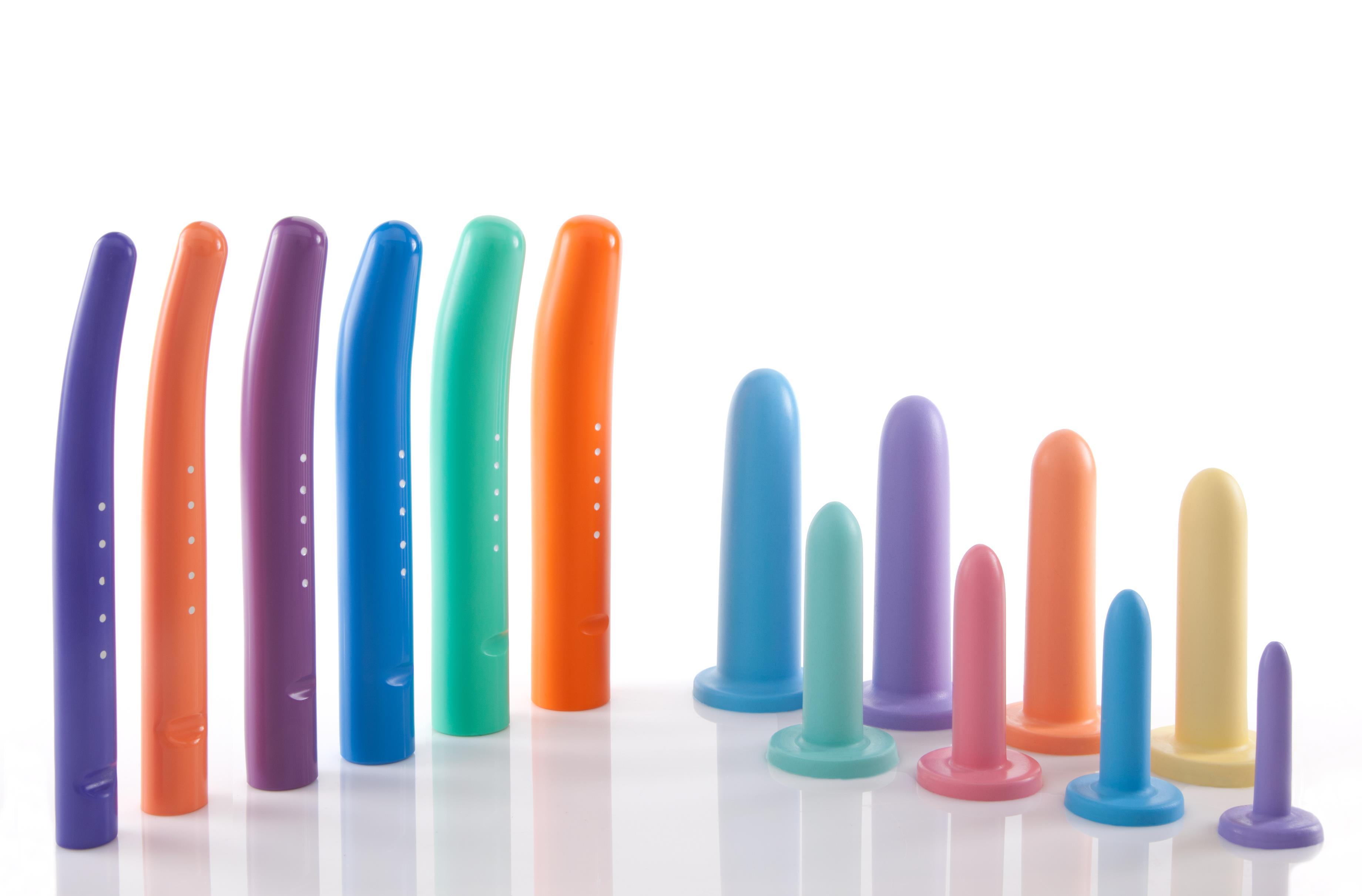
Dilatateurs vaginaux de différentes tailles.

Les physiothérapeutes avec une formation avancée en rééducation périnéale et pelvienne peuvent aider les femmes qui présentent des douleurs vulvo-vaginales. Le traitement consiste principalement à diminuer les tensions au niveau des muscles du plancher pelvien en effectuant des étirements et des techniques de tissus mous. Il vise également à améliorer le contrôle musculaire en effectuant des exercices de contraction et de relaxation. De plus, certaines techniques sont utilisées pour désensibiliser l’entrée vaginale et pour favoriser la reprise graduelle des relations sexuelles sans douleur, notamment des techniques de dilatation. Si les douleurs sont causées par une cicatrice, des massages pour être réalisés pour diminuer les adhérences de celle-ci.
Ainsi, même si on retrouve moins d’évidences scientifiques que pour l’incontinence urinaire, la rééducation périnéale et pelvienne multimodale supervisée par un ou une physiothérapeute est recommandée par les guides de pratiques cliniques comme traitement de première intention pour traiter les douleurs vulvo-vaginales.

#### Douleurs anales
Les douleurs anales peuvent être causées par de l’hypertonie musculaire, des névralgies, une dysfonction coccygienne, des adhérences et des tissus cicatriciels résultant d’une chirurgie urologiques ou colo-rectale.
Les physiothérapeutes avec une formation avancée en rééducation périnéale et pelvienne peuvent aider les personnes qui présentent des douleurs anales. Le traitement des douleurs anales en rééducation périnéale et pelvienne varie selon la cause, mais peut comprendre du relâchement musculaire, de la mobilisation des tissus conjonctifs, l’utilisation du TENS, des mobilisations neuronales et des exercices de contrôle des muscles du plancher pelvien.

### Syndrome génito-urinaire de la ménopause
Le syndrome génito-urinaire de la ménopause engendre des signes et symptômes en raison de la diminution d’œstrogène et d’autres hormones sexuelles chez la femme à la ménopause. Ces changements hormonaux causent des modifications aux tissus contenant des récepteurs estrogéniques, telles que les petites et grandes lèvres, le clitoris, le vestibule, le plancher pelvien, le vagin, l’urètre et la vessie. Ce syndrome peut ainsi entraîner des symptômes de sécheresse, de brûlement, de picotement, d’irritation et de douleurs aux activités sexuelles. Il peut également être associé à des problèmes de la sphère urinaire tels que des infections urinaires récurrentes, des urgenturies, des mictions fréquentes, de la douleur lors de la miction et de l’incontinence urinaire. Les femmes atteintes du syndrome génito-urinaire de la ménopause présentent un ou plusieurs signes et symptômes, lesquels ayant un impact négatif sur leur qualité de vie et fonction sexuelle.
Les traitements médicamenteux actuels sont efficaces pour soulager un grand nombre de femmes, mais peuvent entraîner des effets indésirables et être contre-indiqués pour certaines. La rééducation périnéale pourrait agir sur la sévérité des symptômes du syndrome génito-urinaire de la ménopause, de certains de ses signes et de leurs impacts sur leur qualité de vie et leur fonction sexuelle,,. La rééducation périnéale, notamment à travers un programme d’exercices des muscles du plancher pelvien, favoriserait une augmentation de la vascularisation vulvovaginale, l’amélioration de la capacité de relâchement des muscles du plancher pelvien et l’augmentation de l’élasticité des tissus vulvovaginaux,. La rééducation périnéale est ainsi officiellement recommandée dans les lignes directrices canadiennes sur la ménopause et la santé génito-urinaire. Davantage d'études sur le sujet, en particulier des essais cliniques randomisés, sont néanmoins nécessaires.

### Période périnatale

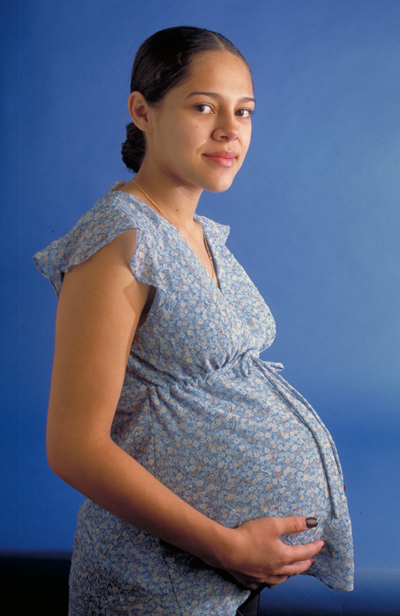
La grossesse et l'accouchement sont des facteurs de risque importants pour plusieurs dysfonctions du plancher pelvien.

La grossesse et plus spécifiquement l’accouchement par voie vaginale sont considérés comme des facteurs de risque majeurs pour plusieurs dysfonctions du plancher pelvien féminin comme l’incontinence urinaire ainsi que les prolapsus des organes pelviens. Pendant la grossesse, l’augmentation de la pression intra-abdominale étire et affaiblit les muscles du plancher pelvien. Puis, lors d’un accouchement vaginal, les muscles du plancher pelvien s’affaiblissent davantage et peuvent même subir des lésions, voire se détacher de leur origine sur la branche pubienne. Ainsi, environ un tiers des femmes en période post-partum présentent de l’incontinence urinaire.
Les physiothérapeutes avec une formation avancée en rééducation périnéale et pelvienne peuvent aider les femmes durant la période périnatale. Les données scientifiques soutiennent la rééducation prénatale des muscles du plancher pelvien pour prévenir l’incontinence urinaire pendant la grossesse et jusqu’à 6 mois post-partum. Des données probantes appuient également la rééducation des muscles du plancher pelvien chez la femme enceinte qui présente de l'incontinence urinaire pour réduire la sévérité de ses symptômes et améliorer sa qualité de vie en fin de grossesse.
La rééducation des muscles du plancher avec ou sans électro-neurostimulation et rétroaction biologique (biofeedback) semble ainsi efficace pour traiter l’incontinence urinaire chez les femmes incontinentes en post-partum, et ce, jusqu’à 12 mois post-partum.

### Cancers gynécologiques
Bien que la prise en charge des cancers gynécologiques soit individualisée et tente de limiter les comorbidités, près de 76% des survivantes présentent des symptômes urinaires dont des fuites urinaires, des envies urgentes fréquentes et 75% souffrent d’une dysfonction sexuelle incluant la dyspareunie. Ces signes et symptômes affectent la qualité de vie des survivantes.
Des données récentes montrent que la physiothérapie multimodale incluant les exercices du plancher pelvien avec rétroaction biologique, les techniques manuelles, et les dilatations pourrait agir sur les symptômes urinaires, la fonction sexuelle et la douleur,,,. Ces résultats seraient maintenus un an après l’intervention. Toutefois, des essais cliniques randomisés devront confirmer ses résultats.

### Chirurgies et reconstructions

#### Bandelette sous-urétrale
Les chirurgies de bandelettes sous-urétrales peuvent être proposées comme traitement de dernier recours pour l'incontinence urinaire ou certaines descentes d'organes mais comportent des risques,,,. Un moratoire sur les bandelettes problématiques, de type TOT (transobturator tape) ou TVT-O (tension-free vaginal transobturator tape), a d'ailleurs été mis en place au Québec en 2019,,.
Les physiothérapeutes avec une formation avancée en rééducation périnéale et pelvienne peuvent aider dans le traitements des complications à la suite de la pose et du retrait de bandelettes sous-urétrales. De façon préventive, l'intégration de rééducation périnéale pourrait également améliorer le pronostic à la suite de la chirurgie,.

#### Vaginoplastie

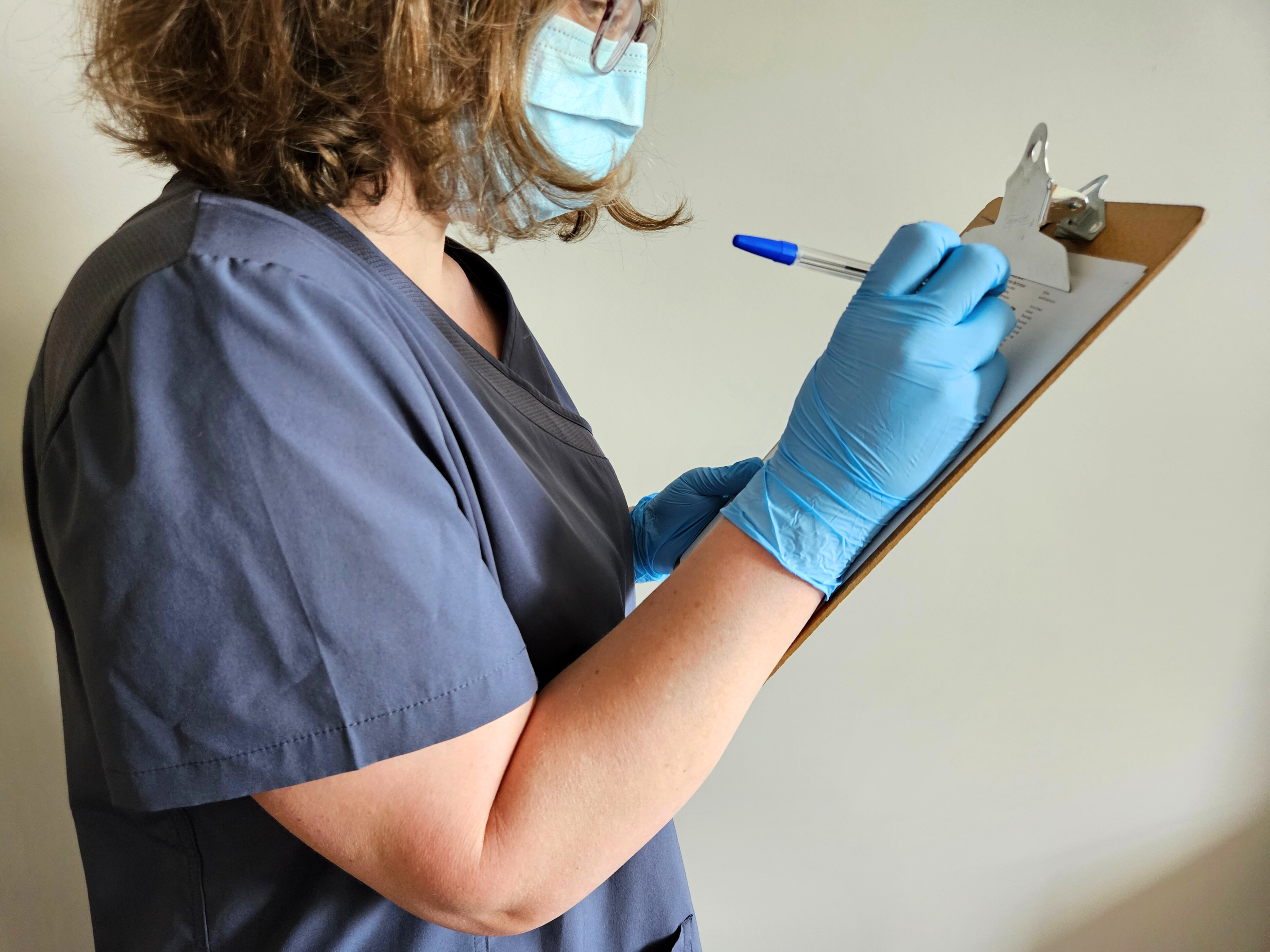
Les traitements hormonaux et les chirurgies d'affirmation de genre sont les traitements recommandés pour atténuer la dysphorie de genre.

Les vaginoplasties d’affirmation de genre figurent, aux côtés de l’hormonothérapie, parmi les principaux traitements cliniques recommandés afin d’atténuer la dysphorie de genre chez les personnes transféminines. Les taux de satisfaction à la suite d'une vaginoplastie sont généralement très élevés, avec des pourcentages allant de 90 % à 96 %,,. Les chirurgies de vaginoplasties demeurent néanmoins des interventions invasives qui comportent certains risques de complications. Parmi ces complications, la plus fréquente est la perte de profondeur et de largeur de la cavité, voire la sténose du néovagin, qui peut toucher jusqu'à 15% des femmes en postopératoire.
Les complications postopératoires des vaginoplasties sont le plus souvent dues à une adhérence insuffisante au protocole de dilatation postchirurgicale, notamment à la suite de douleurs ou de difficultés lors de ces dilatations,. Les physiothérapeutes avec une formation avancée en rééducation périnéale et pelvienne peuvent aider les personnes qui ont recours à la vaginoplastie en les accompagnant dans leur parcours préopératoire et postopératoire,. Cet accompagnement peut comprendre de l’éducation individualisée, des techniques d’étirements adaptés, de thérapie manuelle, de respiration et de relaxation musculaire ou de désensibilisation, ainsi que des exercices spécifiques aux enjeux identifiés lors de l’évaluation, avec ou sans l’utilisation d’appareil de rétroaction biologique,,.
Le syndrome de Rokitansky-Küster-Hauser est caractérisé par une absence congénitale totale ou partielle du vagin, généralement les deux tiers supérieurs, et de l'utérus. Ce syndrome peut également orienter vers une vaginoplastie. Les dilatations peuvent être supervisées par un suivi en rééducation périnéale.

#### Phalloplastie et métoidioplastie
Les phalloplasties d'affirmation de genre et les métoidioplasties figurent, aux côtés de l’hormonothérapie, parmi les principaux traitements cliniques recommandés afin d’atténuer la dysphorie de genre chez les personnes transmasculines.
Les physiothérapeutes avec une formation avancée en rééducation périnéale et pelvienne peuvent accompagner les personnes qui ont recours à ces chirurgies dans leur suivi postopératoire, notamment dans leur rééducation neurosensorielle. Les suivis en rééducation périnéale sont encore peu communs mais ont été recensés comme des besoins en matière de soins des personnes concernées,.

#### Prostatectomie

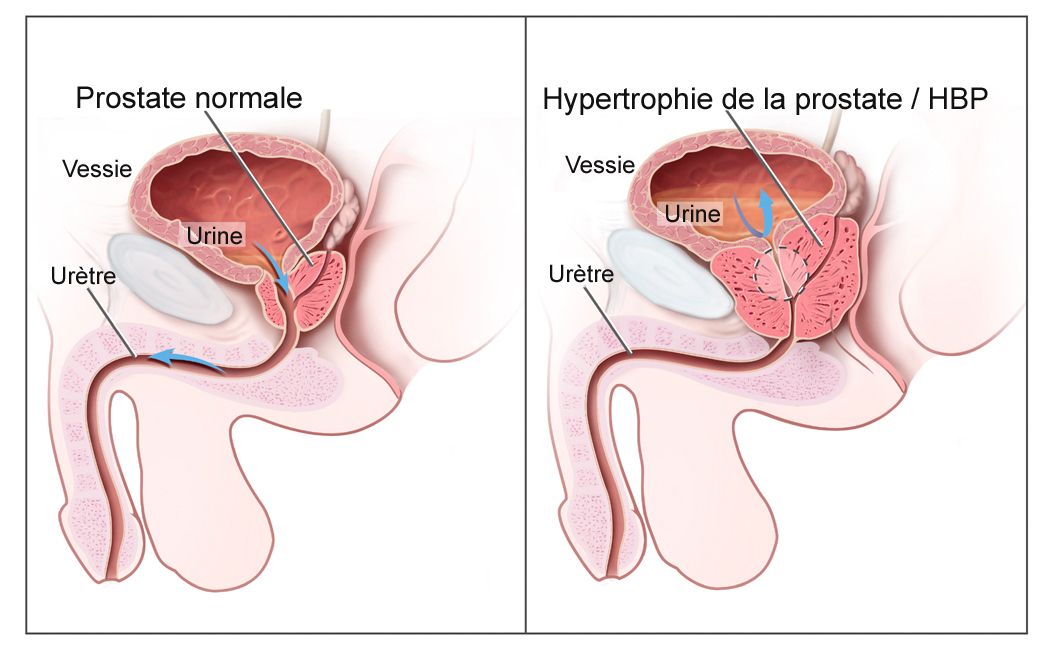
Prostate saine (gauche) et hypertrophie bénigne de la prostate (droite).

La prostatectomie est une opération chirurgicale fréquente consistant en l’ablation de la prostate, le plus souvent dans le cas d’un cancer ou d'un hyperplasie bénigne de la prostate. Le cancer de la prostate est un diagnostic reçu par 40 000 nouvelles personnes chaque année au Royaume-Uni et près de 26 000 au Canada. Si la prostatectomie demeure un moyen de traitement efficace, elle comporte néanmoins certains risques, notamment celui de développer de l'incontinence urinaire ou des dysfonctions érectiles,.
La rééducation périnéale peut améliorer le profil clinique des hommes atteints de complications à la suite de la prostatectomie. De façon préventive, l'intégration de rééducation périnéale peut également améliorer le pronostic à la suite de la chirurgie.

### Constipation chronique
La constipation chronique touche environ 14% de la population. La constipation peut être créée par un problème organique, fonctionnel d’origine colique ou encore fonctionnel d’origine obstructive. Le diagnostic clinique chronique de constipation repose sur plusieurs éléments, suivant les critères de Rome.
| Pour être diagnostiquée avec de la constipation chronique, une personne doit avoir deux ou plus des critères suivants durant au moins 3 des 6 derniers mois         |
| --- |
| Devoir pousser de façon importante une fois sur quatre lors de la défécation                                                                                        |
| Avoir des selles dures ou granuleuses (types 1 ou 2 sur l’échelle de Bristol) une fois sur quatre lors de la défécation                                             |
| Avoir une sensation d’évacuation incomplète une fois sur quatre lors de la défécation                                                                               |
| Avoir une sensation de blocage une fois sur quatre lors de la défécation                                                                                            |
| Devoir recourir à des manœuvres manuelles, comme mettre un doigt dans le vagin ou l’anus pour aider au passage des selles une fois sur quatre lors de la défécation |
| Aller à la selle moins de trois fois par semaine |

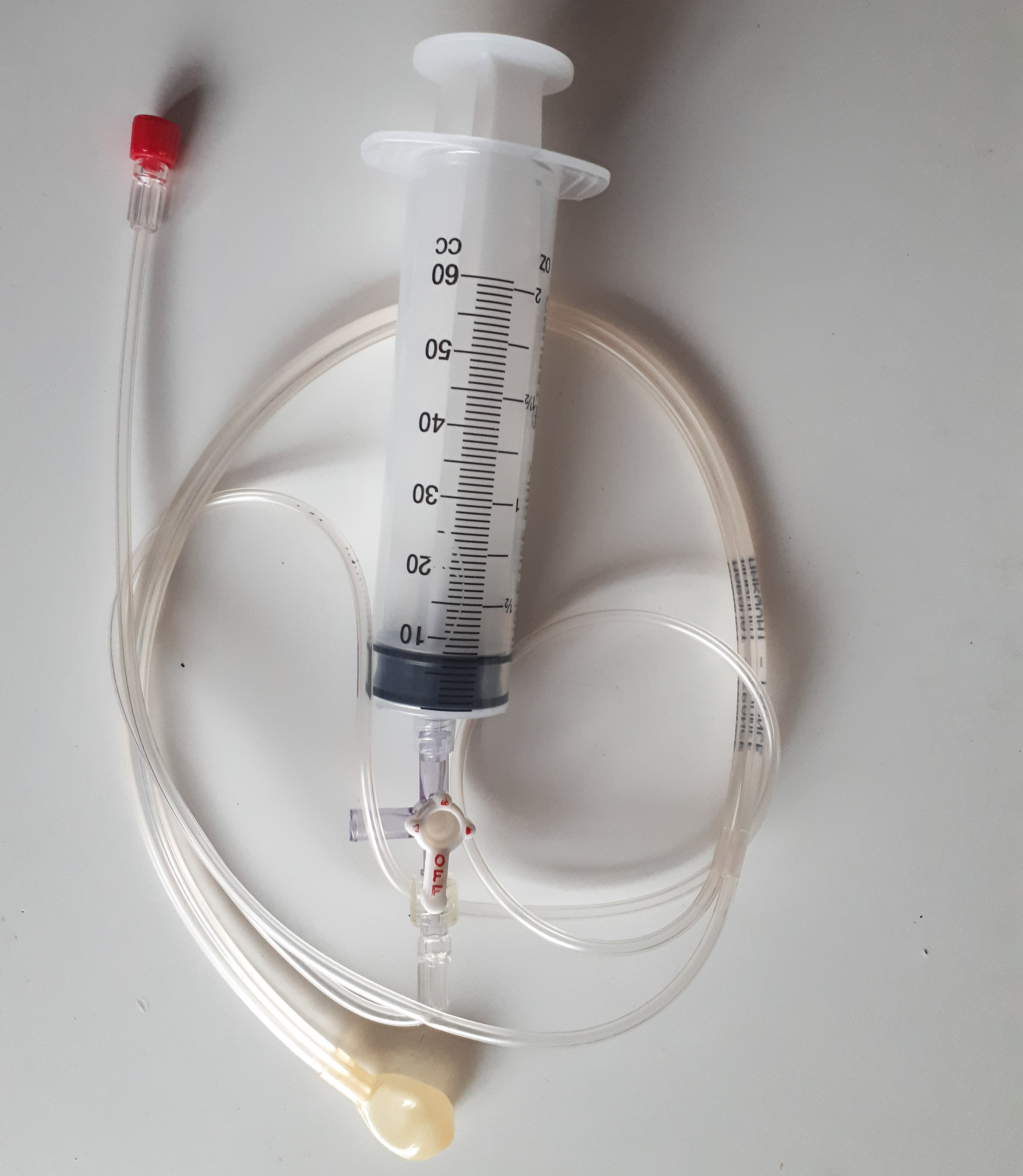
Un ballonnet rectal peut être utilisé pour travailler les dyssynergies recto-sphinctériennes.

Les physiothérapeutes avec une formation avancée en rééducation périnéale et pelvienne peuvent aider les personnes aux prises de la constipation d’origine obstructive. Selon les causes, les traitements peuvent comprendre des exercices de renforcement et/ou de coordination des muscles du plancher pelvien ainsi que des techniques de relâchement musculaire. Une rééducation à l’aide d’un ballonnet peut être également effectuée afin de travailer les dyssynergie recto-sphinctériennes et augmenter la sensation de selle au niveau du rectum. Les physiothérapeutes effectueront de l’enseignement dans tous les cas à propos des habitudes de vie, notamment sur la prise régulière de fibres, l’hydratation quotidienne adéquate, le massage abdominal, et à propos de la position optimale à prendre à la toilette et des techniques optimales de défécation, plutôt que de recourir à la poussée.
De plus, le traitement de la constipation chronique peut être particulièrement indiqué dans les cas d’énurésie nocturne chez les enfants et constitue à ce titre un objectif clinique recommandé auprès de cette population. Dans ce cas, les stratégies de traitement n’incluent généralement pas de ballonnet. Elles peuvent inclure des efforts pour morceler les selles si nécessaire, la prévention de la ré-accumulation des selles, notamment par des interventions coordonnées à la prise des repas qui visent à vider l'intestin, tout en maintenant une mécanique de défécation optimale.
Si la constipation observée résulte de dysfonctions à la défécation, le traitement pourrait inclure différentes approches visant l’adoption d’une posture adéquate à la toilette, la normalisation de la musculature abdominale, la réadaptation des possibles dyssynergies entre les muscles du plancher pelvien, du sphincter et ceux de l’abdomen, l’adoption d’une mécanique de défécation optimale, ainsi que la réadaptation des sensations rectales et de la perception de l’envie. Chez les enfants, en plus de l’adaptation du régime alimentaire et des soins médicaux usuels, la rééducation périnéale peut donc aider à traiter la constipation.

### Énurésie nocturne et problèmes urinaires chez l’enfant

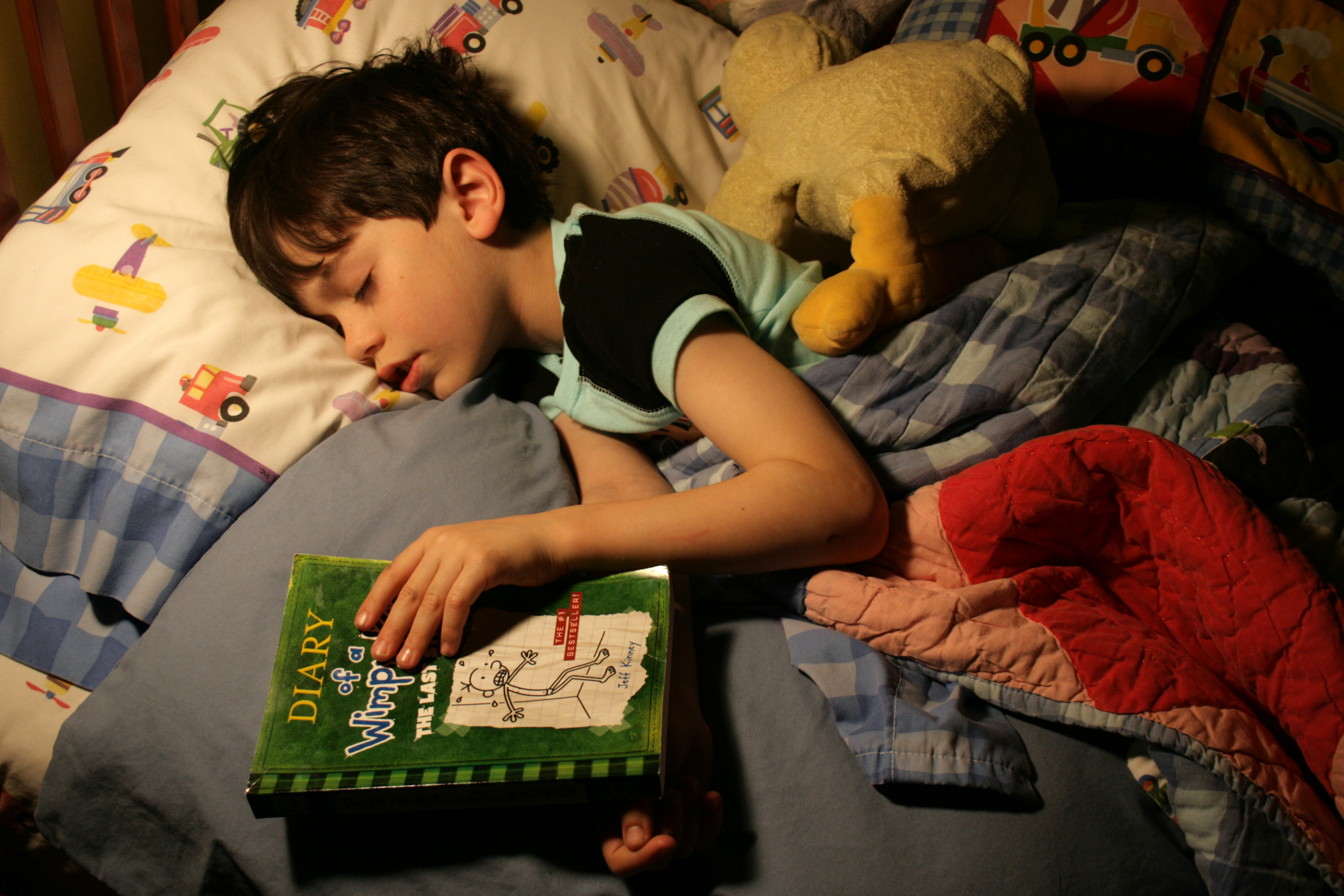
L'énurésie nocturne décrit des mictions involontaires pendant la nuit qui surviennent au moins 3 fois par semaine chez les enfants de cinq ans et plus.

Les enfants peuvent être aux prises avec de l’énurésie nocturne, qui se définit comme des mictions involontaires pendant la nuit (pipi au lit) et qui surviennent au moins 3 fois par semaine chez les enfants de cinq ans et plus (en l’absence de problèmes du système nerveux central). Ces enfants peuvent également souffrir de symptômes d’hyperactivité vésicale, qui diminuent la capacité à retenir l'urine et augmentent la fréquence des visites à la toilette (pollakyurie).
Les physiothérapeutes avec une formation avancée en rééducation périnéale et pelvienne peuvent aider ces enfants et leur famille par l’enseignement et la modification de certaines habitudes de vie et de positions à la toilette en plus d’utiliser un calendrier mictionnel, des exercices des muscles du plancher pelvien et d’instaurer un système de récompense dans le cadre d’un entraînement. Une alarme sonore, visuelle ou vibratoire peut également être utilisée dans les cas d’énurésie nocturne pour normaliser la fréquence et l’horaire des mictions. La normalisation des conditions sous-jacentes ou associées fait aussi généralement partie des objectifs cliniques.

## Modalités et approches de traitement en rééducation périnéale
Avec la diversité des approches et techniques existantes, il n'y a pas de protocole unique pour le traitement en rééducation périnéale. Les études tendent même à démontrer qu’il serait préférable d’utiliser différentes techniques combinées, plutôt que de ne se fixer que sur l'utilisation d'une seule d’entre elles. Le nombre de séances demeure également très variable,.

### Éducation

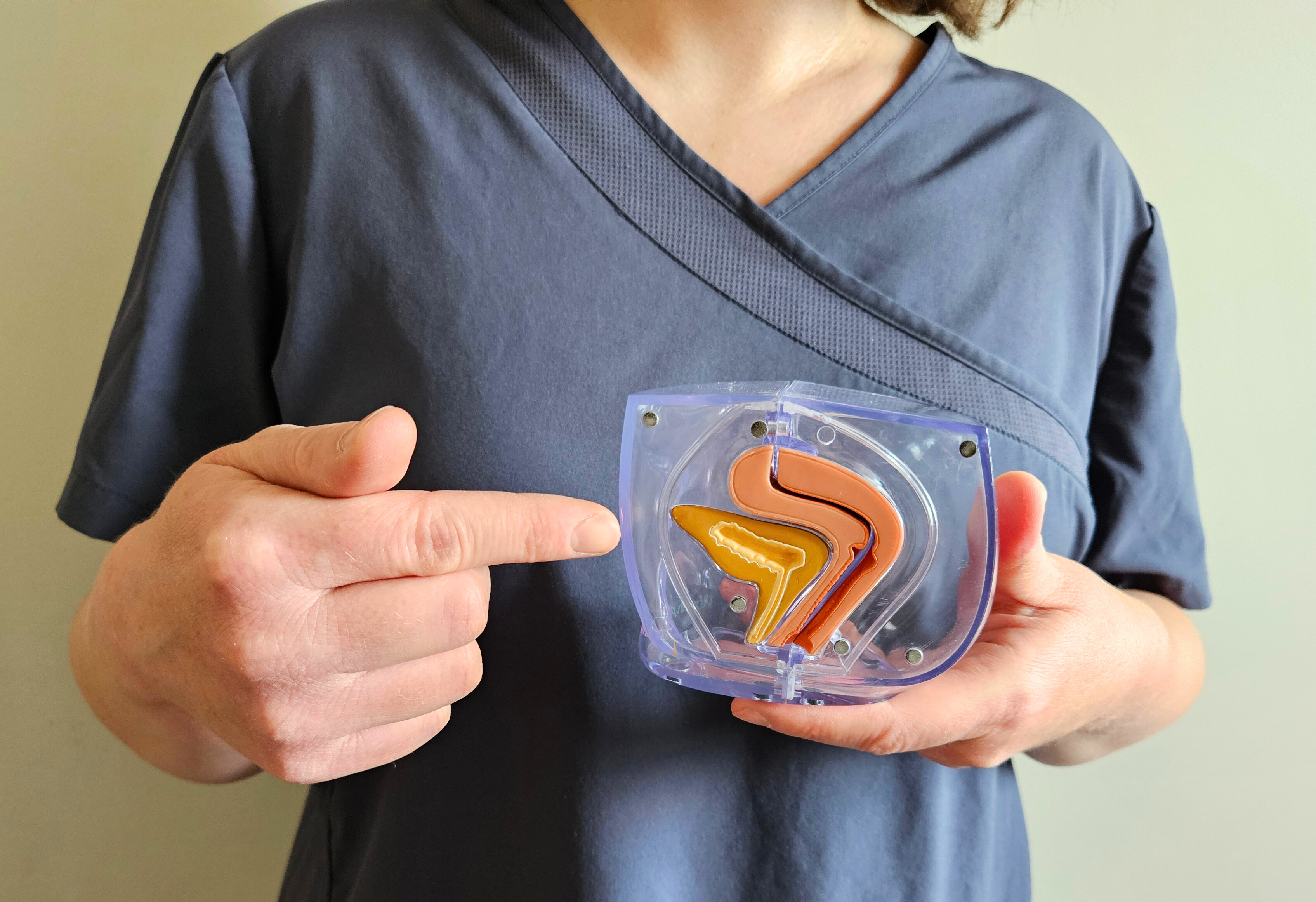
L'éducation occupe une place importante au sein du traitement en rééducation périnéale.

Cette approche consiste à offrir aux patientes et aux patients les informations leur permettant de comprendre leur trouble en leur donnant les moyens de jouer un rôle actif dans leur prise en charge.
Grâce à l’éducation sur la problématique, l’anatomie du plancher pelvien et le mécanisme d’action de la rééducation des muscles du plancher pelvien, les physiothérapeutes s’assurent une meilleure adhésion au traitement et une meilleure prise en charge autonome de la patiente ou du patient.
À elle seule, l'éducation en rééducation périnéale pourrait déjà avoir certains impacts bénéfiques sur plusieurs symptômes, notamment ceux d'incontinence urinaire,.

### Changements des habitudes de vie
Les changements des habitudes de vie visent à prendre en charge des problèmes de santé liés au mode de vie. Parmi ceux-ci, les études appuient quatre cibles distinctes : 
- l'atteinte d’un poids santé,
- la pratique régulière d’activité physique,
- la cessation du tabagisme et
- le maintien d’une alimentation saine et équilibrée[101].

L’atteinte d’un poids santé, à travers la réduction de l’indice de masse corporelle, s’adresse aux femmes en surpoids ou obèses,. En effet, le surplus de poids engendre une pression constante sur la vessie et sur les muscles du plancher pelvien, ce qui peut entraîner leur étirement et leur affaiblissement. Les femmes en surpoids sont donc exposées à un risque accru de développer de l'incontinence urinaire sévère, avec un risque deux fois plus élevé. Pour celles qui présentent une obésité modérée (classe I), ce risque est multiplié par trois, tandis que pour celles qui ont une obésité de classe III, le risque est multiplié par cinq. La perte de poids permet alors de diminuer cette pression et donc de réduire les diverses problématiques qui peuvent en découler, telles que les symptômes d’incontinence urinaire liée à l’effort et les risques de descentes d’organes.

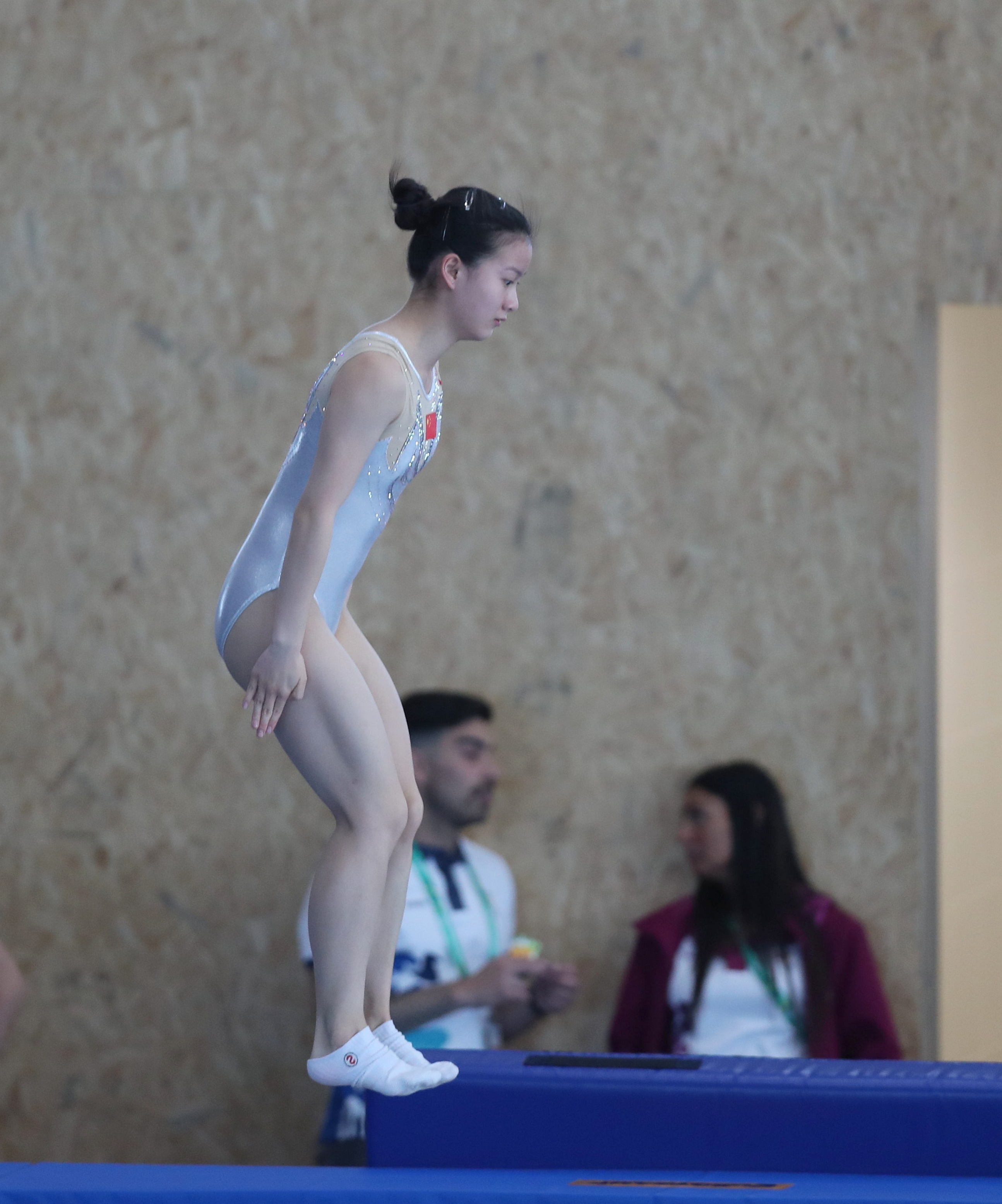
La pratique régulière de trampoline est associée à une forte prévalence de fuites urinaires chez les femmes.

La pratique régulière d’activité physique est bénéfique pour la santé de façon générale. De plus, elle favorise le maintien d'un poids santé ainsi que la diminution plus spécifique des tissus adipeux dans la région abdominale. Ceci permet alors de diminuer la pression sur la vessie et sur les muscles du plancher pelvien. Néanmoins, certaines activités physiques qui impliquent des impacts répétés ou forts, telles que le course à pied, le crossfit, le volleyball ou le basketball, peuvent cependant engendrer une pression indue et causer des fuites urinaires,,,,, particulièrement lorsque les muscles du plancher pelvien ne sont pas suffisamment toniques et forts pour y faire face adéquatement. C’est pourquoi la pratique régulière de trampoline, par exemple, est associée à une forte prévalence de fuites urinaires chez les femmes, même athlètes,. Les activités à fort impact comme les sauts et la course sont ainsi à limiter ou éviter pour les personnes qui présentent de l’incontinence urinaire, du moins jusqu’à une rééducation périnéale satisfaisante.

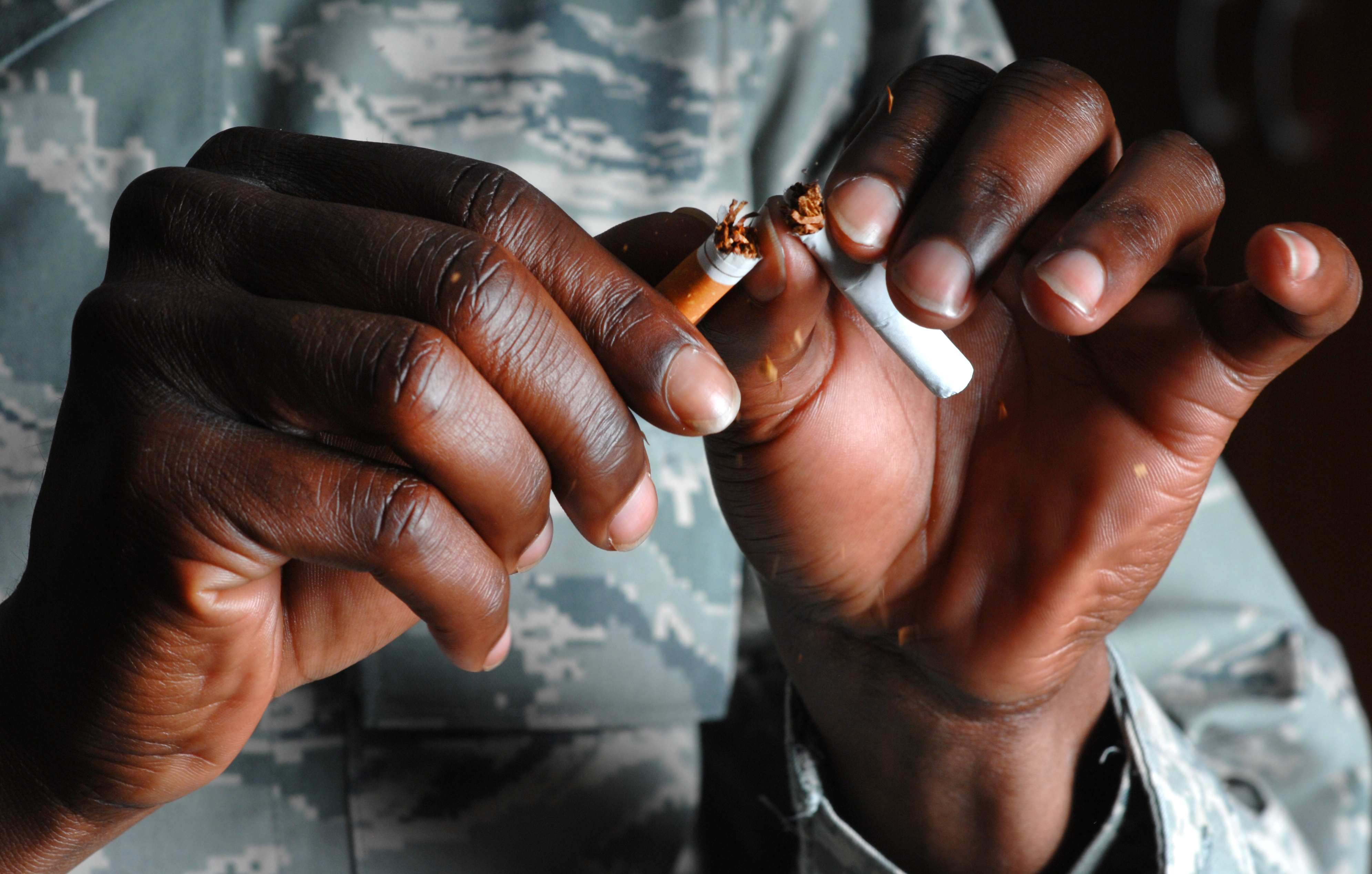
La cessation du tabagisme s’inscrit dans une prise en charge globale de la santé et pourrait limiter les conséquences néfastes pour le plancher pelvien qui sont associées à la cigarette.

La cessation du tabagisme s’inscrit elle aussi dans une prise en charge globale de la santé. De plus, le tabagisme implique également des impacts directs sur la santé vésicale et pelvienne. La recherche a démontré que le tabac avait des effets néfastes sur différentes hormones, notamment l'œstrogène, ce qui entraînerait une diminution de la fonction du sphincter urétral et favoriserait alors le risque de fuites urinaires. Le tabagisme est également associé aux sensations d’envies pressantes et aux fuites à l’urgence chez les femmes. De plus, le tabagisme est fortement associé à la toux chronique. À force de pression fortes et répétées, la toux chronique affaiblit elle aussi les muscles du plancher pelvien. Bien que les évidences scientifiques ne permettent pas de proposer la cessation du tabagisme comme traitement en rééducation périnéale, celle-ci pourrait être bénéfique pour la santé en général et permettre de remédier aux diverses conséquences néfastes pour le plancher pelvien qui sont associées à la cigarette.
En outre, le maintien d’une alimentation saine et équilibrée pourrait améliorer les symptômes vus en rééducation périnéale, au-delà des bénéfices observés dans le cadre de la perte de poids. La prise de suppléments de vitamine D pourrait également réduire les sensations d’envies pressantes et les fuites à l’urgence chez les femmes. Finalement, une hydratation adéquate et une diminution de la prise de certains irritants tels que la caféine pourraient également diminuer les troubles urinaires tels que les sensations d’envies pressantes et la pollakiurie,.

### La rééducation des muscles du plancher pelvien
Cette approche comprend des exercices destinés à normaliser la fonction du plancher pelvien.
Dans le cas de muscles avec un tonus réduit, un muscle affaibli et peu endurant comme pour l’incontinence urinaire d’effort ou les prolapsus pelviens, la rééducation des muscles du plancher pelvien vise un renforcement musculaire à l’aide d’exercices répétés de contraction maximale des muscles du plancher pelvien. Les objectifs poursuivis sont d’augmenter le volume musculaire et d’induire des adaptations du système nerveux. En plus des séances de traitement, il est généralement recommandé d'effectuer les exercices deux à trois fois par jour de façon autonome,,,.
Dans le cas de muscles avec un tonus élevé, commun à certains troubles de douleurs périnéales ou vulvaires et de dysfonctions sexuelles, la rééducation des muscles du plancher pelvien vise la relaxation à l’aide d’exercices rythmiques de contraction et de relaxation des muscles du plancher pelvien. L’objectif est de mieux contrôler la relaxation musculaire.
La rééducation des muscles du plancher pelvien peut être assistée par électro-neurostimulation ou active, seule ou avec de la rétroaction biologique, ou encore effectuée contre une résistance, par exemple avec des cônes vaginaux.

#### Électro-neurostimulation
Cette technique consiste à appliquer un courant électrique pour permettre de faciliter la contraction musculaire des muscles du plancher pelvien affaiblis et atrophiés. L’électro-neurostimulation à elle seule est insuffisante pour rééduquer les muscles du plancher pelvien. L’électro-neurostimulation pelvipérinéale utilise un tampon/électrode intracavitaire (intravaginal ou intra-anal) ou des électrodes périnéales de surface pour stimuler le nerf honteux et les muscles du plancher pelvien. L’électro-neurostimulation intra-cavitaire peut également agir pour inhiber la contraction du muscle de la vessie qui entraîne sa vidange, le détrusor, et est utilisée pour traiter l’incontinence urinaire d’urgence. Cette méthode comporte néanmoins certaines contre-indications.

#### La rétroaction biologique ou biofeedback

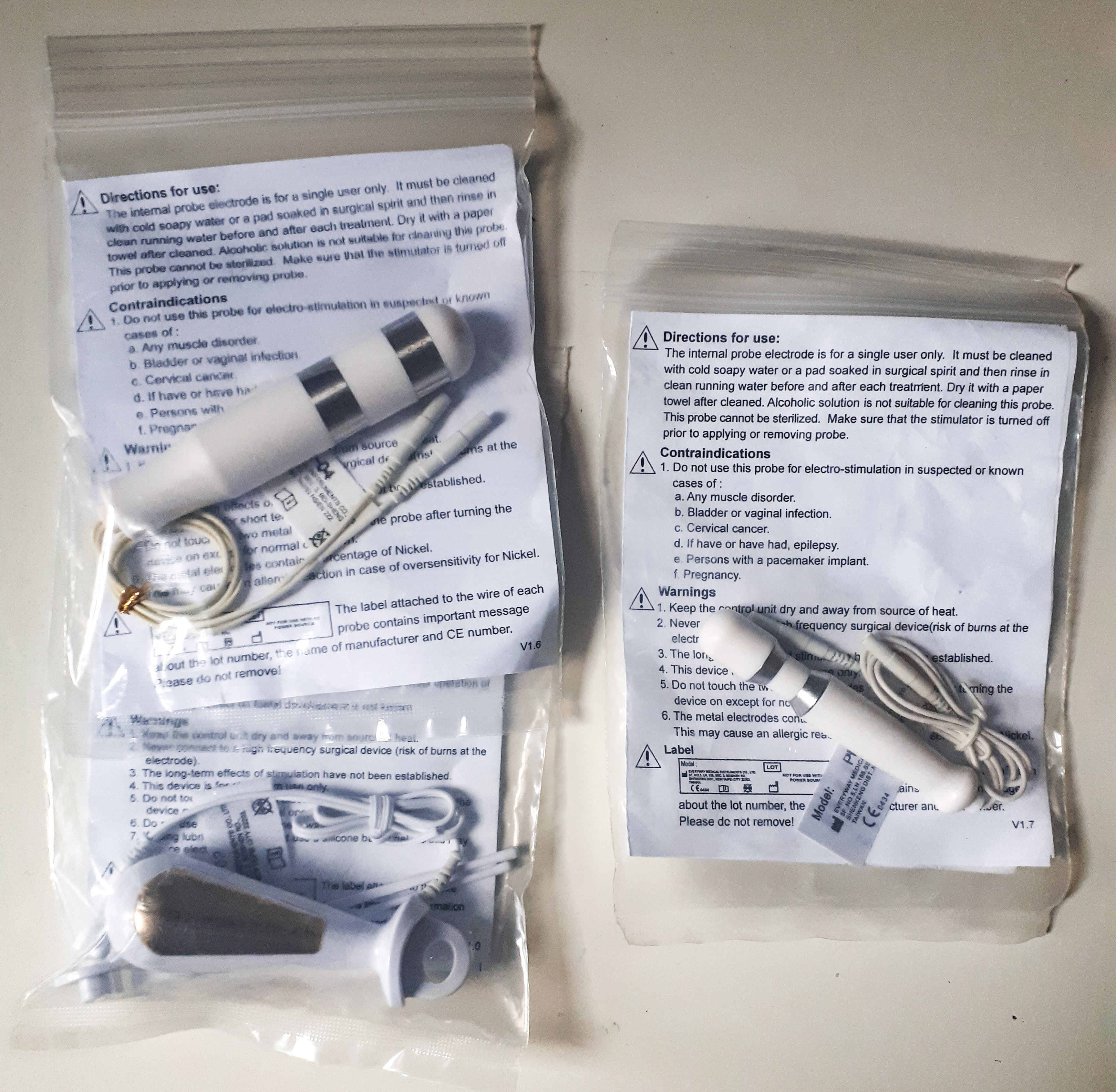
Sondes vaginales (à gauche) et sonde anale (à droite) qui peuvent être utilisées pour la rétroaction biologique.

Cette méthode utilise un capteur externe afin de fournir une information sur un processus corporel dans le but d’en modifier l’activité. La rétroaction biologique peut être visuelle ou sonore. Elle permet par exemple de visualiser une contraction musculaire en cours sur un écran. Des alarmes sonores peuvent notamment indiquer si la contraction devient trop faible pour atteindre les objectifs. Elle est effectuée en complément à la rééducation des muscles du plancher pelvien pour favoriser la prise de conscience du fonctionnement des muscles de la patiente ou du patient. La rétroaction biologique peut être utilisée autant en activation musculaire volontaire, pour obtenir une contraction plus soutenue, qu'en relâchement musculaire, pour obtenir une relaxation plus adéquate. Cette technique vise aussi à améliorer les efforts de la patiente ou du patient pendant les exercices et à accroître sa motivation.
En rééducation périnéale, la rétroaction biologique peut utiliser l’électromyographie (EMG) au niveau périnéal ou intracavitaire, ou encore la manométrie vaginale ou anale.

#### Les exercices de résistances ou les cônes vaginaux
Les cônes vaginaux sont des objets de forme conique, de tailles et poids différents qui sont introduits dans le vagin, au-dessus des muscles du plancher pelvien. Cette charge supplémentaire vise à augmenter leur recrutement pour progresser le renforcement musculaire vers un renforcement avec résistance.

#### Techniques manuelles
Les techniques manuelles sont les différentes manœuvres effectuées avec les mains du physiothérapeute et ayant pour but de faciliter, de relâcher ou de détendre les muscles du plancher pelvien et autres tissus pelvi-périnéaux. Ces techniques comprennent, entre autres, les massages périnéaux et intra-cavitaires, les étirements (assouplissement des muscles et autres tissus mous), les mobilisations ainsi que les techniques de désensibilisation.
Le travail manuel intra-vaginal permet de faire travailler le muscle de deux façons différentes : soit en concentrique (le muscle se raccourcit), soit en excentrique (on étire passivement le muscle et il se contracte pour freiner le mouvement).

#### Techniques de dilatations
Ces techniques utilisent des dispositifs de forme cylindrique introduits dans le vagin ou le rectum (dilatateur/accommodateur) dans le but d’accroître la souplesse ou l’élasticité des tissus mous par l’exécution de techniques manuelles comme des étirements ou en combinaison avec des exercices de contractions et de relaxation. Le dilatateur vaginal peut servir de dispositif de désensibilisation pour réduire les peurs, l’anxiété ou la douleur reliée à la pénétration vaginale.

### Rééducation vésicale
Il s’agit d’un programme d’éducation sur l’hygiène mictionnelle incluant des techniques destinées à réduire les sensation d’envies pressantes, les urgenturies, ainsi qu’un protocole de miction à heures fixes imposées, dont l’intervalle entre deux mictions est ajusté graduellement. Les objectifs sont de corriger les mauvaises habitudes mictionnelles, d’améliorer le contrôle de la vessie en cas d’urgence mictionnelle, de prolonger les intervalles entre les mictions, d’augmenter la capacité de la vessie, de réduire les épisodes d’incontinence urinaire et de restaurer la confiance de la patiente ou du patient dans le contrôle de sa vessie.

### Prévention et traitement
La littérature scientifique actuelle soutient la rééducation des muscles du plancher pelvien périnatal pour prévenir l’incontinence urinaire pendant la grossesse et jusqu’à 6 mois post-partum. Des données probantes appuient également la rééducation des muscles du plancher pelvien chez la femme enceinte avec incontinence urinaire pour réduire la sévérité de ses symptômes et améliorer sa qualité de vie en fin de grossesse.
Ainsi, la rééducation des muscles du plancher pelvien est recommandée par les guides de pratiques cliniques canadiens et internationaux afin de prévenir l’incontinence urinaire et les prolapsus des organes pelviens pendant la grossesse et après l’accouchement,.